# 日本法
日本法（にほんほう）とは、日本の法律をいう。

## 概要
近代以前の日本では中国律令の影響を受けたが、明治維新以後の近代法の継受の過程で近代以前の法はほとんど顧みられず、それらは入会権等のごく限られた分野を除けば現代においてほとんど影響力を有していない。
明治維新以後、明治政府は日本の近代化の一環として、近代的な法制度の確立をめざし、外国法を継受することになる。大陸法の流れを受けており、特にドイツ法やフランス法の影響が顕著であるが、若干ながらイングランド法の影響も受けた。台湾や朝鮮半島の統治を通じて台湾法や韓国法の基礎となっており、現代でもなおこれらに強い影響を与えている。
1945年（昭和20年）に終わった第二次世界大戦後の連合国軍最高司令官総司令部（GHQ）による占領下ではアメリカ法の影響をうけ、憲法、刑事訴訟法、証券取引法（現在の金融商品取引法）、独占禁止法といった法分野においては特に顕著である。

## 歴史

### 近世以前における日本法
紀元前5世紀前後大陸から稲作が日本に伝わり、紀元前4世紀ころには水稲耕作を基礎とする弥生文化が成立した。農耕社会の成立に伴い、大規模な集落が形成されるようになると社会において紛争が生じるようになる。古代の農村においては、部族の長が仲裁したり呪術による占いなどによって争いごとを解決したと考えられている。古墳時代になると、原始的な宗教が進化して、鹿の骨を焼いて吉凶を占う太占の法や、裁判に際して熱湯に手を入れ、手がただれるかどうかで主張の真偽を問う盟神探湯など呪術的な風習によって争いごとを解決するようになったようである。
一方で4世紀の中ごろにヤマト政権が東北中部まで勢力を拡大していくと、法制の整備が求められるようになる。604年には、聖徳太子により十七条憲法が定められたとされており、これは、近代的な憲法と異なるが、官僚や貴族に対する道徳的な規範を示したものであり、仏教の影響力をうけているものであるが、豪族の連合体から天皇を中心とした政治体制を確立しようという意思が感じられるものとなっている。もっとも、この事実が存在したかについては疑いが強い。
607年には、遣隋使が派遣され、630年には第1回目の遣唐使が派遣されるようになると、中央集権的な国家体制を支える仕組みとして唐の律令法を継受した。すなわち、唐の律令を参考として独自の律令の編纂が開始され、668年には近江令が、689年には飛鳥浄御原令が制定されたとされるが、不明な点が多い。701年には、大宝律令が完成した。718年には、養老律令が藤原不比等によりまとめられ、757年に施行されたが、平安中期には形骸化した。ただ、律令そのものは、存続しその一部は明治の初頭まで効力を持っていたものもある。律は今日でいう刑法にあたり、令は行政組織や人民の租税・労役などに関する規定をおいており、主として今日でいう行政法（そのほか、家族法や手続法に相当する規定も）にあたる。いずれも、儒教的色彩が強かった。なお、西洋法と異なり、私法という概念は存在せず、人民はすべて官との関係で規律されており、契約などについて直接規律するものではなかった。
9世紀になると、社会の変化に応じ律令の規定を修正したり施行規則である格式が整備されるようになり、三代格式が制定される。
しかし、律令制の崩壊とともに、律令の実効性も失われるようになり、荘園領主の力が強くなると、荘園においては荘園領主の本所法が発達するようになる。さらに、武家の力が台頭すると武家法が成立するようになり、鎌倉時代においては、特に前期においては朝廷の力が強かったので、なお、旧来の律令法を基礎として発展した公家法との二元的な法秩序が形成されるようになる。
1232年には、北条泰時が御成敗式目を定め、頼朝以来の先例や道理といわれた武家社会での慣習を集め、御家人同士や御家人と荘園領主との紛争解決を裁く基準を明らかにし、武家で最初の体系的法典であった。これは、後の室町幕府にもこの御成敗式目を基本的に受け継がれた。
戦国時代になると、各国の領主がそれぞれの領地の秩序を確立するため分国法とよばれる領主法を整備した。その主な内容は、喧嘩両成敗や楽市・楽座など戦国領主が下克上の世の中で、いかに軍事力・経済力を向上させるかという観点から定められたものが多い。だが、この時代において、すべての大名が分国法を整備したわけではなかった。実際、この時代は、村や町の共同体や武家社会などにおける、慣習法の影響力も強かったのである。
江戸時代になると、江戸幕府は幕藩体制を固めるとともに、将軍の代替わりごとに武家諸法度を定めて、大名の統制にあたるとともに、8代徳川吉宗の時代には公事方御定書を定め、それまでの幕府法令や裁判の判例を集大成した。

### 明治政府と法典継受
日本の法典編纂は、明治維新後日本が近代化を成し遂げるため、西洋の法律の継受の歴史であり、前近代とのつながりとの断絶であった。今日の日本の法学において、前近代の日本の法が顧みられることはほとんど無いといっても過言ではない状態である。
当初、明治政府はイギリス法などの導入を考えたが、判例法であることから継受が難しいと判断し、制定法である大陸法を中心に継受することになった。特に、時を同じくして急速な近代化を進めていたドイツ帝国（プロイセン王国）の影響を受けた。特に刑法では顕著である。また、フランス法についても民法などを中心に若干の影響を受けている。大日本帝国憲法はプロイセン憲法の影響を強く受けていたが、戦後の日本国憲法の制定により、影響は弱められた。
大日本帝国憲法は、天皇に対する強大な君主権を規定した。加えて、「幕府」のように、実際に権力を行使し、かつ、権力を集中させた政体を排除することと、また、政党に対抗するための超然主義の観点から、実質的には権力の分立が進められ、帝国議会が立法権、内閣が行政権、大審院が司法権を担った。
一方で、議会や内閣による軍の私物化を防ぐために、天皇が軍の統帥権を持ち、議会や内閣などが直接これに関与できない一方で、軍人勅諭や大日本帝国憲法第32条、治安警察法などに基づき、現役の軍人の政治への関与が制限された。(だが、統帥権の規定は、昭和戦前期に解釈がゆがめられ、軍部の暴走を正当化するために悪用されることになった。)
権利の規定は、行政権による恣意的な権利の制限を防ぐために、帝国議会が定めた法律に基づくことを必要とした。
- 司法制度においては、大審院が最上級裁判所の役割を担ったが、司法省が司法行政権を握っており、違憲立法審査権は有さなかった。また、大陸法にならって、行政裁判所が設けられて行政事件は通常裁判所が扱うことができなかった。
- 刑事裁判においては、ドイツ法の影響を強く受けていて、予審制度がとられ、糾問的裁判が行われた。
- 民法においては、財産法についてはドイツ法、フランス法の影響をうけ、家族法の面では家制度を前提とする体系となっていた。

### 戦後の改革における占領軍の影響
戦後は、GHQの占領下で、戦前の軍国主義からの脱却と民主的な政府の確立をスローガンに、アメリカ軍が主体となった連合国軍の指令のもとに、日本国憲法をはじめとして、アメリカ法の影響を強く受けた。
- 司法制度においては、最高裁判所が設置されて、違憲立法審査権が与えられるとともに、大陸法的な行政裁判所が廃止された。
- 行政制度においては、幅広くアメリカの制度が採り入れられ、独立行政委員会制度などが取り入れられたがこれについては、その後数が減らされて根付かなかったと評価されている。
- 刑事裁判においては、予審が廃止され、当事者主義的な対審構造に基づく刑事訴訟法が取り入れられたものの、日本においては陪審制が戦後ずっと停止されたままであったことから、アメリカにおけるものと似て似つかない独特の発展を遂げた。
- 民法においては、個人の尊厳と男女の平等を基調とする家族制度に改められたが、なお、家制度の残影を引きずっていることが多い。（例：戸籍制度）
- 商法（会社法）においては、株式会社においてアメリカ型の考えが一部取り入れられ、授権資本制度や株式会社の取締役会の設置が義務づけられた（現在では緩和）。

## 日本法の現状

### 法源
- 制定法
  - 日本国憲法・憲法改正
  - 条約
  - 法律
  - 命令
    - 政令
    - 内閣府令・復興庁令・省令・外局規則（規則・庁令）・人事院規則・会計検査院規則

  - 最高裁判所規則
  - 議院規則
  - 条例
  - 地方自治体の規則
  - 地方自治体の規則以外の地方自治体の機関の規則
- 慣習（法の適用に関する通則法3条、民法92条、商法1条2項を通じて）
- 条理：争いあり

なお、判例は形式的には法源とはされないが、判例違反は上告理由となるため、事実上、一般的な拘束力を有している。

### 憲法
日本国憲法については、冷戦下における再軍備のための憲法9条改正が55年体制の下で困難となり、自衛隊の存在が内閣法制局の解釈により「合憲」とされているため、過去何度か改憲の動きが高まったことはあるものの改正は一度も行われたことはない。最高裁判所の憲法判例については、終戦直後は混乱の中、刑事事件を中心とした判例が多かった。また、社会が安定した1950年代以降には労働運動や社会運動の高まりを背景として、公安条例の合憲性や公務員の争議権などをめぐって多くの判例が出された。最近においては、国際化の進展に伴い外国人や海外に在住する日本人に関係する判例の中に注目すべき判例が多く出されるようになっている。

### 行政法
行政法については、行政裁判所が廃止され通常裁判所が行うようになった。戦後直後は、農地解放をめぐる事件が多く提起された。もっとも、裁判所は原告適格や訴えの利益を厳格に解釈する傾向があり、訴訟類型についても取消訴訟を中心とし、仮の救済手段の適用にも消極的であるとされ、諸外国に比べ行政訴訟の件数は相当少ない状態が続いている。2004年に行政事件訴訟法が大改正され（2005年施行）、最高裁が原告適格を広く認める判断を示すなど、訴訟要件が従来より広めに解釈する動きが最近では見られるようにはなってきている。

### 民法
民法については、財産法の大きな改正は戦後も担保権や保証、行為能力制限者に対するものを除いて大きな改正がなされていなかったが、現在債権法について抜本的な改正が法務省内部を中心に検討されている。家族法については相続関係を中心に若干の改正がなされている。

### 商法
商法については、手形法や商法総則についてはあまり改正が行われてこなかったが、会社法については、総会屋の活動や企業の相次ぐ不祥事の影響などを受けて監査役や株主の権限強化、委員会設置会社の導入とともに、資金調達の多様化のための種類株式の拡充などの改正がなされてきた。2005年にはこれらの一連の改正の流れの集大成として定款自治を幅広く認め、柔軟な会社運営や資金調達を可能とする会社法が制定され、2006年から施行されている。

### 民事訴訟法
民事訴訟法については、戦前の民事訴訟法を長らく戦後も施行されていたが、五月雨式の審理による裁判の長期化を抜本的に改めるため、1998年から現在の民事訴訟法が施行され、弁論準備手続による争点整理などの導入や文書提出命令制度の拡充などがなされた。

### 刑法
刑法については、基本的な法の枠組みに大きな変化は戦後はなかったが、情報化の進展に伴う改正や刑罰の厳罰化を中心とした改正が最近相次いで行われている。なお、1974年に法制審議会が刑法改正草案を決定したが、保安処分などを規定していたことなどから、反発を受け改正には至らないまま今日まで至っている。

### 刑事訴訟法
刑事訴訟法についても、長らく改正が行われないままであったが1990年代後半以降、裁判の迅速化や被害者保護が求められるとともに、公判前整理手続、被疑者国選弁護人制度や被害者参加人制度の導入などがなされ、2009年からは裁判員制度が開始された。

### 法曹
司法試験の合格者の数が1980年代まで低く抑えられていたため、弁護士の数が諸外国に比べ少なく、その代わり法律隣接資格者や企業における法務部などが発達し、裁判の件数が他国に比較して少ない傾向がある。近時においては、法科大学院制度が導入されたが急激な法曹人口の増加については質の低下や過剰競争を招く危険性を指摘する論者もいる。